# Kościół św. Barbary w Gaworzycach
Kościół pw. św. Barbary w Gaworzycach – rzymskokatolicki kościół parafialny należący do parafii pod tym samym wezwaniem (dekanat Głogów – NMP Królowej Polski diecezji zielonogórsko-gorzowskiej).

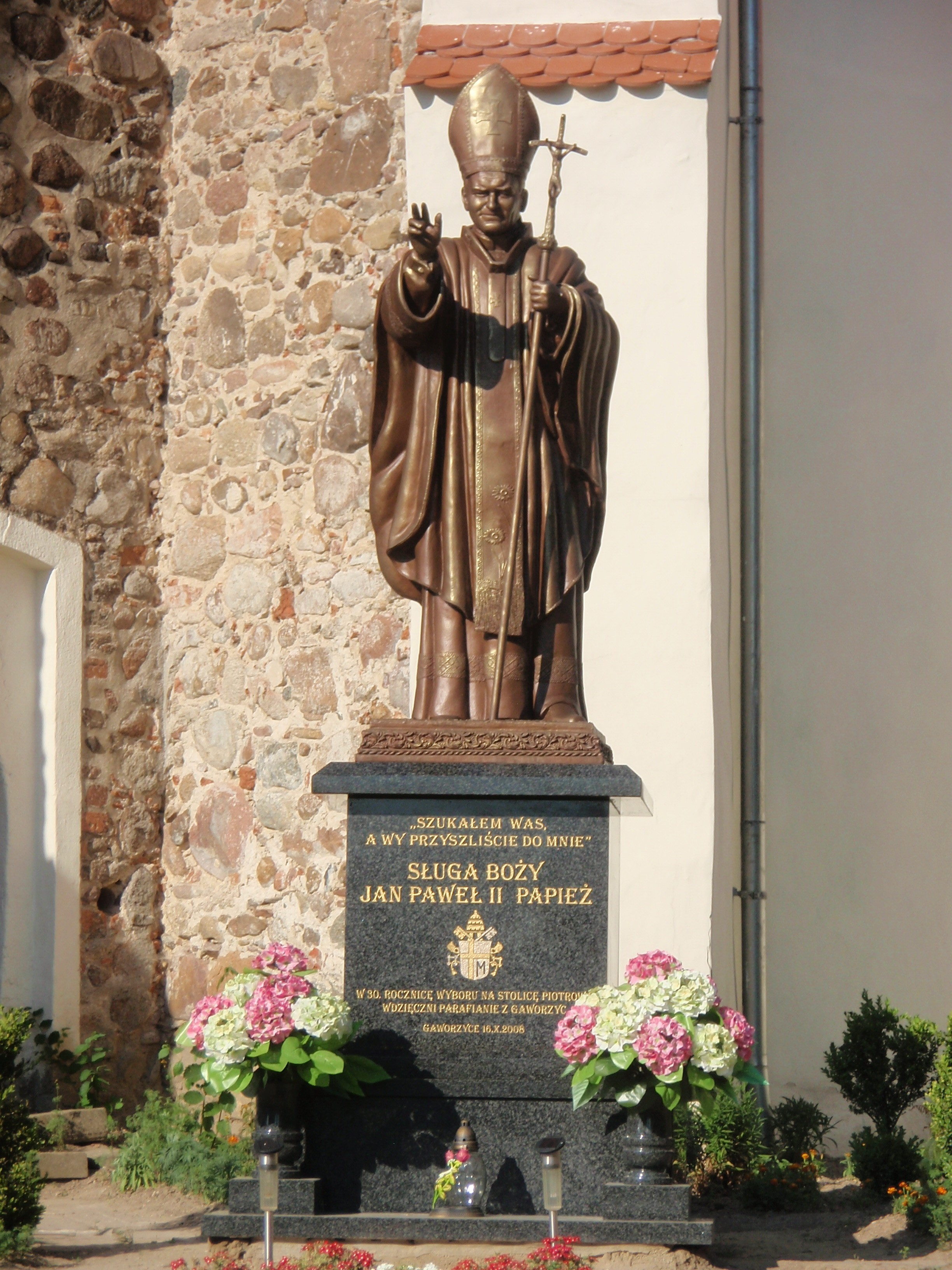
Pomnik Jana Pawła II

## Historia
Jest to świątynia gotycka wybudowana w XIV wieku, następnie była remontowana w XIX wieku. Budowla jest orientowana, murowana, wzniesiona z kamienia i cegły, posiada jedną nawę oraz wieżę od strony zachodniej dobudowaną na początku XVI wieku, na narożnikach jest diagonalnie oskarpowana.